# Beyond Desire
Beyond Desire é un film statunitense del 1995 diretto da Dominique Othenin-Girard.

## Trama
Ray Patterson è stato rilasciato dalla prigione dopo aver scontato 14 anni per omicidio in cui sostiene di essere stato incastrato, e una volta uscito Ray conosce Rita, una squillo con una Corvette rossa decappottabile. Ma Ray sa che qualcuno lo vuole morto.